# عبد الله الذهبة
الشيخ عبد الله بن أحمد الذهبة (ت. 1277 هـ أو 1309 هـ) هو رجل دين وأديب وشاعر شيعي بحراني أصله من قرية جد حفص وتنقّل منها إلى القطيف ثُمّ إلى مسقط وصولاً إلى لنگة على الساحل الإيراني حيث استقر هناك إلى أن توفي بها. ولا تزال بعض آثاره في جد حفص موجودة حيث أنُّه بنى فيها ثلاثة مساجد وهي مسجد الذهبة الواقع بالقرب من تقاطع جد حفص مع قرية الديه، ومسجد عبد الله الشمالي، ومسجد عبد الله الجديد اللذان يقعان بالقرب من سوق جد حفص.

## شعره
كان مُكثراً من كتابة الشعر حتى قال فيه المؤرّخ علي البلادي: ”الأديب الأريب الأواه الشاعر المصقع المطبوع الماهر التقي“. وقال عنه آغا بزرگ الطهراني: ”كان من مشاهير مدّاح أهل البيت عليهم السلام، وقد أكثر من البكاء والنوح عليهم، نظيرًا للسيد حيدر الحلي في العراق“.
له ديوان شعر مفقود لم يُعثر عليه حتّى الآن، وقد صرّح البلادي صاحب أنوار البدرين أنّه رأى منه مجلدين ضخمين، ويقول الطهراني في الذريعة أنه أربعة مجلدات وفي مكتبته قطعة منه بخط أبي القاسم الكازروني وقد كتبها في لنگة.
مع أن الديوان مفقود لكن الكثير من قصائده صارت مبثوثة في المجاميع والكتب الشعرية والأدبية، ومن كتاب أدب الطف هذين البيتين:
أما أتاكم ما على كــربلا *** من نبأ منه شباكم نبـا
ما جاءكم أن العظيم الذي *** على الثريا مجدكم طنبا

## وفاته
توفي بدار هجرته في لنگة حيث استقرّ ويُنقل أن وفاته كانت سنة 1277 هـ إلّا أن بعض الباحثين يرفضون ذلك بشاهد أن البلادي قد ذكر في أنوار البدرين أنه التقى بالذهبة في القطيف، ويُذكر في ترجمة البلادي أنه لم ينتقل إلى القطيف إلّا سنة 1284 هـ، لذلك فبعض الباحثين يحتملون كون وفاته في عام 1309 هـ دون أن يقطعوا ويجزموا في القول بذلك.